# Icacos (Trinidad y Tobago)
Icacos es una localidad de Trinidad y Tobago, que forma parte de la región de Siparia.

## Geografía
La localidad abarca parte de la isla Trinidad y limita al norte y oeste con el golfo de Paria, al sur con el canal de Colón y al este con Fullerton y Cedros.

## Demografía
Datos demográficos de la localidad de Icacos:
| Gráfica de evolución demográfica de Icacos entre 2000 y 2011 |
|                                                              |